# Xynias hyalodis
Xynias hyalodis är en fjärilsart som beskrevs av Hans Ferdinand Emil Julius Stichel 1910. Xynias hyalodis ingår i släktet Xynias och familjen Riodinidae. Inga underarter finns listade i Catalogue of Life.